# Grand Colombier (Ain)
Il Grand Colombier (1.534 m s.l.m.) è una montagna appartenente al Massiccio del Giura ed è una delle maggiori vette del dipartimento francese dell'Ain.

## Salita alla vetta

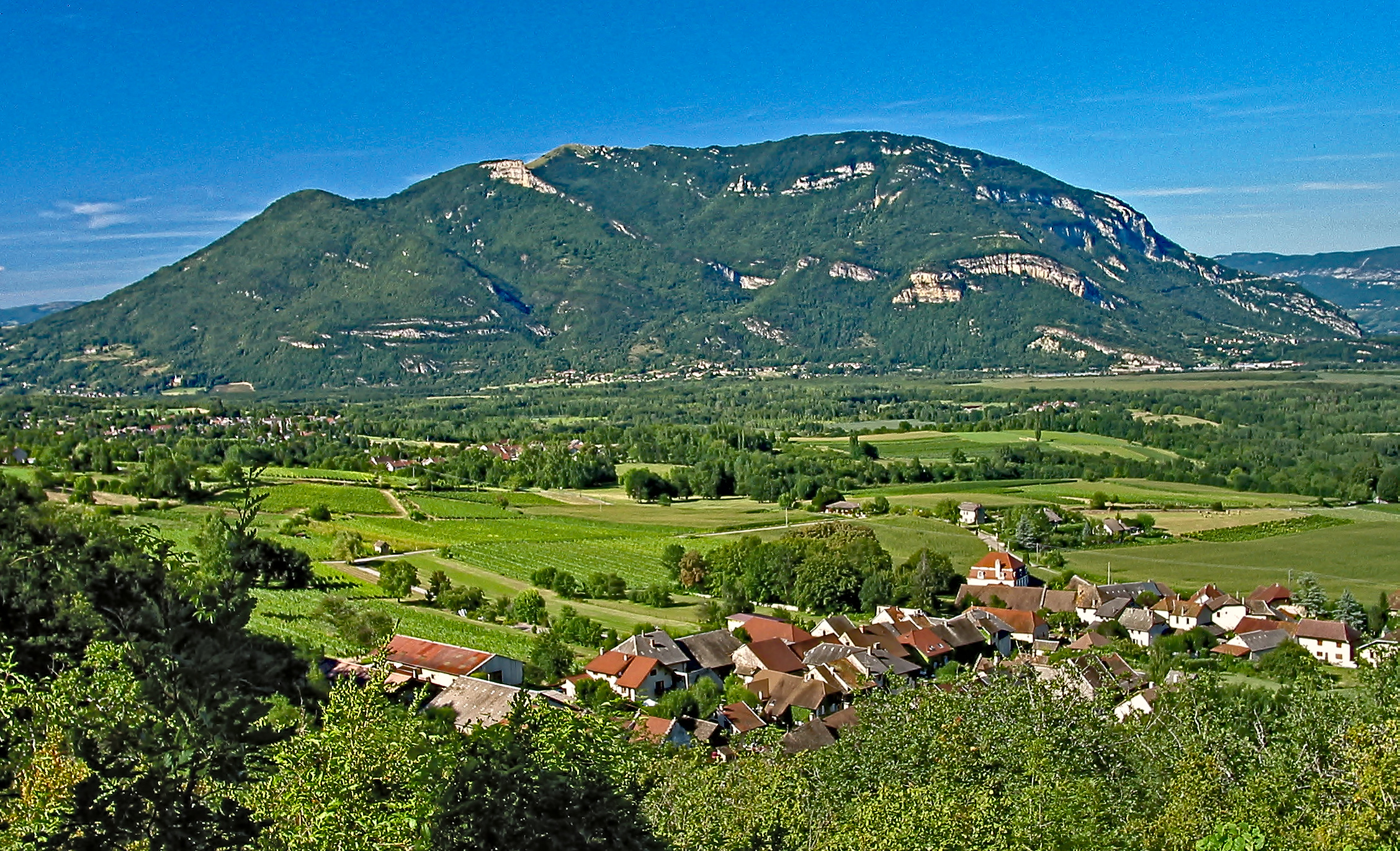
Il Grand Colombier alle spalle dell'abitato di Vongnes

La sommità del Grand Colombier è raggiungibile a piedi tramite l'omonimo colle e tale percorso rientra nel sentiero 9 del Grande Randonnée. Sulla cima si possono osservare vette minori del Massiccio del Giura (come il Vuache e il Salève), il Lago Lemano e la città di Ginevra.

### Ciclismo
Fino ad ora è stato affrontato due volte dal Tour de France : la prima fu durante la decima tappa del Tour de France 2012 vinta da Thomas Voeckler, mentre la seconda nel 2023, vinta da Michał Kwiatkowski; in questa edizione della Grande Boucle fu arrivo di tappa.